# Radio comunitaria indígena
Una radio comunitaria indígena es, en México, una emisora radiofónica comunitaria sin fines de lucro operada por personas, colectivos o comunidades originarias. Se caracterizan por tener un modelo de operación social, y operan bajo los principios de autonomía, el derecho a la libertad de expresión y de acceso a la información con el objetivo de promover el conocimiento, la cultura y el arte, generalmente el vinculado hacia la identidad del sitio o región donde está establecida. 
Si bien la existencia y desarrollo de estos medios de comunicación se remonta a los años 60, la legislación mexicana los reconoció como medios sociales en 2014. Las primeras radios comunitarias indígenas en México fueron Radio Teocelo y Radio Huayacocotla, esta última creada en 1965.

## Las primeras radios indígenas en México
Radio Huayacocotla, la Voz Campesina, ubicada en dicha localidad en Veracruz, fue fundada 1965, empezó como radio cultural y posteriormente migró a concesión indígena, se le considera la primera escuela radiofónica en México y fue hecha para dar clases de educación básica a las comunidades cercanas de difícil acceso. En 1969 lograron instalar 126 escuelas radiofónicas pero en 1973 se redujo a 6 debido a una crisis interna. En marzo de 1995 la entonces Secretaría de Comunicaciones y Transportes, suspendió las trasmisiones por supuestas deficiencias. Hubo versiones de que la suspensión fue por un supuesto apoyo a la lucha zapatista, sin embargo varios medios afirmaron que los supuestos mensajes eran las transmisiones que se hacían en las lenguas de la población originaria como el náhuatl, otomí y tepehua.
Radio Teocelo, fundada en 1965, está ubicada en el municipio  de Teocelo, Veracruz, los habitantes la consideran parte de su identidad por ser portadora y espacio de su voz y cotidianidad. Esta radio se sostiene a través de donativos. Una de sus principales características es que los habitantes forman parte de la construcción de los contenidos, mediante campañas sociales y programas de participación. Radio Teocelo fue reconocida en 2021 por su aporte a las Lenguas indígenas, radio comunitaria y desarrollo sostenible, durante la Décima Tercera Bienal Internacional de Radio.